# Miliaire profonde
 Mise en garde médicale
La miliaire profonde est une maladie de la peau due à l'obstruction du pore excréteur d'une glande sudoripare. En général, les miliaires apparaissent dans un contexte de chaleur et d'humidité lorsqu'il existe un blocage des canaux sudoripares entraînant une fuite de sudation dans l'épiderme et le derme : la miliaire cristalline concerne la couche cornée et la miliaire rouge atteint l'épiderme. Mais dans le cas de la miliaire profonde, l'obstacle se situe en profondeur, dans le derme, au-dessous de la jonction dermo-épidermique.

## Description
Il s'agit d'une maladie rare, survenant après des accès répétés de sudation importante ou après des épisodes de miliaire rouge, en milieu tropical. L'éruption est constituée de papules (sous forme donc de petites bosses) de 1 à 3 mm de diamètre, fermes, de la couleur de la peau, pas ou peu prurigineuse, siégeant sur le tronc, mais également sur les extrémités contrairement aux autres miliaires. La peau reste sèche et la palpation retrouve des adénopathies axillaires et inguinales et une hyperhidrose compensatrice du visage et des régions axillaires.